# Volleyball-Club Olympia '93 Berlin 2014-2015 (femminile)
Questa voce raccoglie le informazioni riguardanti il Volleyball-Club Olympia '93 Berlin nelle competizioni ufficiali della stagione 2014-2015.

## Organigramma societario
Area direttiva
- Presidente: Jörg Papenheim

Area tecnica
- Allenatore: Jens Tietböhl
- Allenatore in seconda: Hella Jurich, Lars Lindemann, Wojciech Paleszniak
- Scout man: Christian Knospe

Area sanitaria
- Fisioterapista: Stefanie Papke, Marco Pelz

## Rosa
| N° | Nome              | Ruolo | Data di nascita   | Nazionalità sportiva |
| -- | ----------------- | ----- | ----------------- | -------------------- |
| 1  | Vanessa Agbortabi | S     | 4 dicembre 1998   | Germania             |
| 2  | Josephine Dörr    | S     | 20 marzo 1997     | Germania             |
| 3  | Luisa Sydlik      | P     | 24 dicembre 1996  | Germania             |
| 4  | Merle Weidt       | C     | 20 luglio 1999    | Germania             |
| 5  | Linda Bröske      | C     | 16 settembre 1996 | Germania             |
| 6  | Pauline Kunkler   | C     | 30 settembre 1997 | Germania             |
| 7  | Marie Schölzel    | C     | 1º agosto 1997    | Germania             |
| 8  | Annalena Grätz    | S     | 22 marzo 1997     | Germania             |
| 9  | Lene Scheuschner  | S     | 12 luglio 1996    | Germania             |
| 10 | Annegret Hölzig   | S     | 29 maggio 1997    | Germania             |
| 11 | Sophie Schubert   | S     | 26 febbraio 1997  | Germania             |
| 12 | Nele Iwohn        | S/O   | 15 settembre 1996 | Germania             |
| 13 | Kimberly Drewniok | S/O   | 11 agosto 1997    | Germania             |
| 14 | Claire Bertram    | L     | 15 maggio 1996    | Germania             |
| 15 | Pia Kästner       | P     | 29 giugno 1998    | Germania             |
| 16 | Sindy Lenz        | S     | 3 ottobre 1998    | Germania             |
| 17 | Victoria Bura     | P     | 14 settembre 1996 | Germania             |